# Chlidonoptera lestoni
Espèce
Chlidonoptera lestoni est une espèce d'insectes de la famille des Hymenopodidae (ordre des Mantodea).

## Répartition
Cette espèce se rencontre en zone afrotropicale et plus particulièrement au Ghana en zone tropicale humide.

## Description

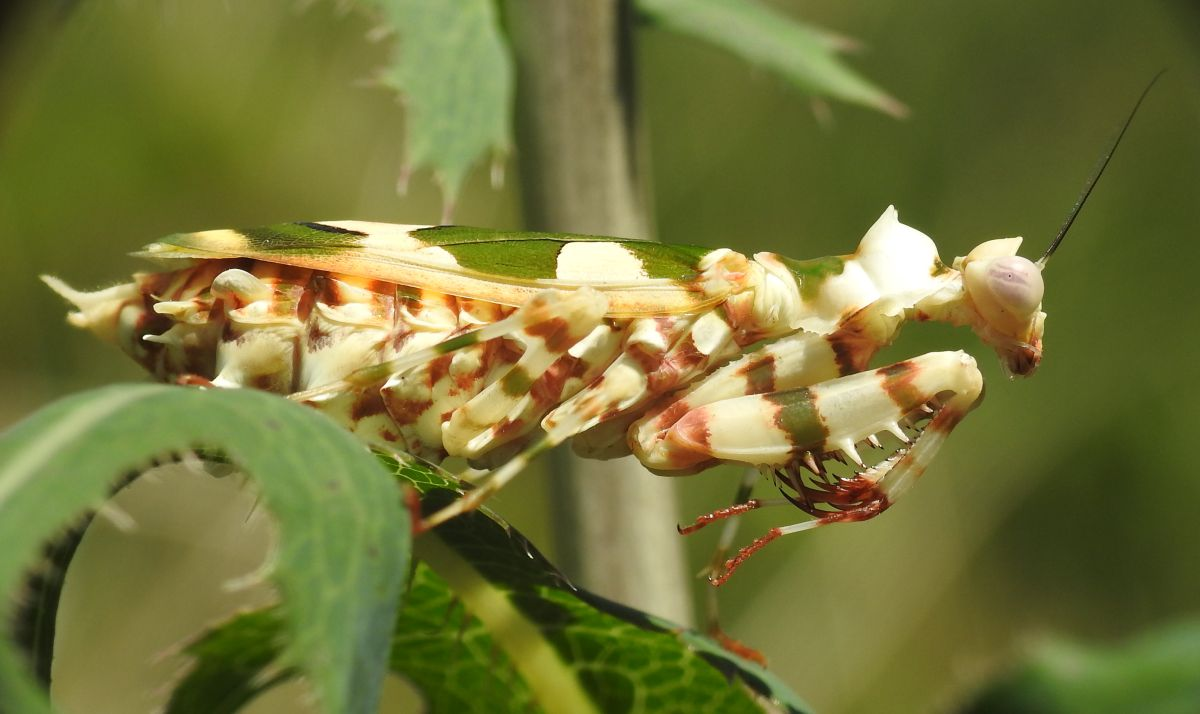
Femelle

La principale caractéristique morphologique du genre Chlidonoptera est la présence d'une tache jaune relativement grande sur les élytres située entre deux arcs de cercle noirs. les espèces de ce genre sont de taille moyenne et de couleurs vives très semblables au genre Pseudocreobotra mais les extrémités inférieures du frons et du clypéus sont très courtes et émoussées et la protubérance du vertex est plus courte.
La partie frontale du clypéus présente deux carènes espacées longitudinalement. La base du clypéus est surélevée. Le vertex est très oblique et le disque est assez soulevé et allongé. Les yeux sont fortement saillants vers l'avant, convexes et non conoïdes. Les joues sont larges et fortement projetées vers l’extérieur. 
Le pronotum est moins étendu et plus court que le coxa antérieur. La partie antérieure du pronotum est bombée en pente raide à l'arrière et se termine par une fourche à dents courtes et droites. La prozone est plus comprimée et plus haute avec deux tubercules coniques aigus en avant du sillon supra-coxal. La métazone ne présente pas de tubercules. Le lobe antérieur du pronotum est très fortement surélevé. Le lobe postérieur du pronotum n'est pas tuberculé et est plus haut. Le pronotum s'étend au-dessus des hanches. 
Les ailes dépassent l'abdomen chez les deux sexes. Les ailes antérieures des femelles sont plus dilatées de la base à l'apex et les ailes postérieures presque opaques sont jaunes avec des veines sombres. Chez le mâle, seule la partie basale présente cette coloration, le reste étant hyalin. Les ailes antérieures arborent une grande tache oculaire, une tache jaune près de l'épaule et l'apex de couleur claire.
Les fémurs antérieurs sont minces. Les épines externes du coxa antérieur ne sont pas renflées à la base et quatre épines fémorales postéro-ventrales sont présentes. Les fémurs antérieurs sont armés de quatre épines discoïdales,. Les fémurs des pattes méso- et métathoraciques ont un lobe subapical et postéro-ventral. La carène inférieure des fémurs postérieurs est élargie vers le sommet de la plaque. Les fémurs postérieurs sont pourvus d'épines géniculaires. Les pattes postérieures sont lisses au dessus. 
Les segments dorsaux de l'abdomen sont intermédiairement lobés sur les côtés et les ventraux sont pourvus d'un lobe longitudinal au milieu,.

## Systématique
L'espèce Chlidonoptera lestoni a été nommée et décrite en 1975 par l'entomologiste français Roger Roy,.

### Publication originale
- R. Roy, « Compléments à la connaissance des Mantes de Lamto (Côte d’Ivoire) », Bulletin de l’Institut Fondamental d’Afrique Noire, Dakar, vol. A, t. 37, no 1,‎ 1975, p. 122–170.